# Kaffeefahrt

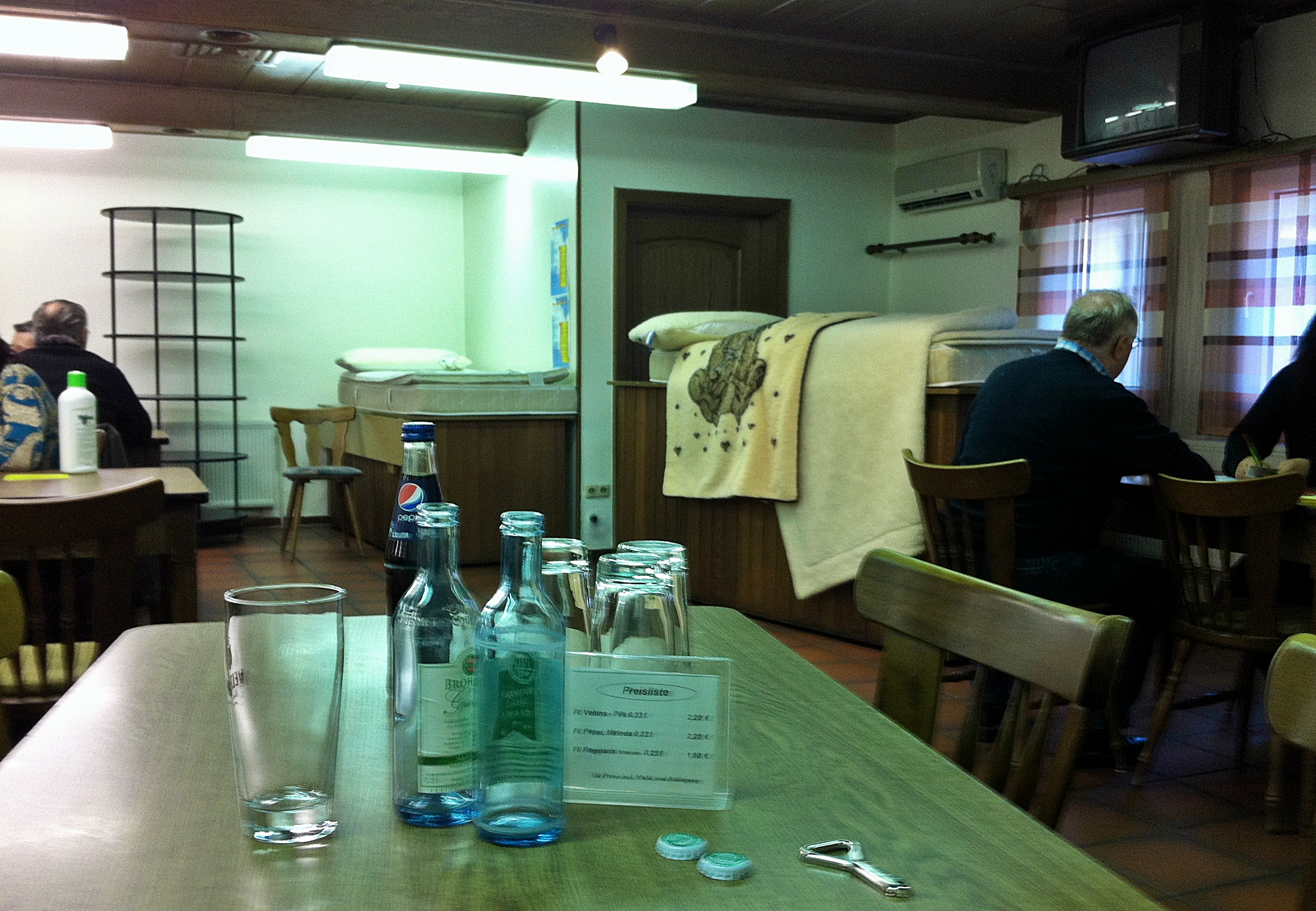
Verkaufsveranstaltung (Matratzenverkauf) während einer Kaffeefahrt zum Prickingshof (2013)

Kaffeefahrt (auch: Werbefahrt) ist die euphemistisch verschleiernde Bezeichnung für eine organisierte Tagesreise mit einem Reisebus oder Schiff mit angeschlossener Verkaufsveranstaltung. 
Teilnehmer sind typischerweise Rentner, die das Angebot einer scheinbar preiswerten Ausflugsfahrt mit Kaffee und Kuchen (daher der Name) oder einem Mittagessen sowie zusätzlich manchmal auch tatsächlichen oder vermeintlichen Geschenken oder Gewinnen für die Teilnehmer nutzen. Eigentlicher Zweck ist für den Veranstalter jedoch die Durchführung einer Verkaufsveranstaltung, auf der häufig überteuerte oder unbrauchbare Produkte verkauft werden.

## Rechtsfragen
Die Kaffeefahrt stellt ein externes Haustürgeschäft dar. Der Verbraucher kann deshalb von seinem Widerrufsrecht Gebrauch machen und sollte gegebenenfalls eine Verbraucherzentrale konsultieren. Falls der Mitreisende faktisch zur Teilnahme an der Verkaufsveranstaltung oder zum Kauf gezwungen wird, könnte der Straftatbestand der Nötigung erfüllt sein. Mit Kaffeefahrten befassen sich das Zivilrecht und das Wettbewerbsrecht. 
Im Sinne der deutschen Gewerbeordnung handelt es sich um ein „Wanderlager“, dessen Ausrichtung eine Reisegewerbekarte voraussetzt.

### Gewinnzusagen
Üblicherweise werden Kaffeefahrten durch die Versendung namentlich adressierter "Einladungen" per Post beworben. Um ausreichend viele Teilnehmende für die Fahrten zu gewinnen, wenden unseriöse Veranstalter häufig bereits bei den Einladungen unlautere, teils strafbare Methoden an. So werden die Einladungen häufig als Gewinnmitteilungen getarnt. Beispielsweise wird wahrheitswidrig behauptet, der Empfänger des Schreibens habe einen hohen Bargeldbetrag gewonnen, der bei Teilnahme an der Ausflugsfahrt ausgezahlt wird, was dann aber nicht der Fall ist. Zwar sind derartige Gewinnmitteilungen in Deutschland als Gewinnzusage i. S. d. § 661a BGB einklagbar, die Durchsetzung der Ansprüche scheitert jedoch häufig an der fehlenden Solvenz der Unternehmen. Ein Unternehmer, der solche Gewinnzusagen oder vergleichbare Mitteilungen an Verbraucher sendet und durch die Gestaltung dieser Zusendungen den Eindruck erweckt, dass der Verbraucher einen Preis gewonnen hat, hat gemäß § 661a BGB dem Verbraucher diesen Preis zu leisten.
Neben den Gewinnversprechen werden mitunter auch bestimmte „exklusive“ Geschenke für jeden Teilnehmer versprochen, die im Preis der Fahrt inbegriffen sein sollen. Werden diese Gegenstände tatsächlich ausgegeben, so handelt es sich oft um billige Massenware.

### Falsche Versprechungen
Der Bundesgerichtshof (BGH) bejahte im August 2002 die Rechtsfrage, ob es sich bei Kaffeefahrten um falsche Versprechungen gemäß § 16 Abs. 1 UWG handelt, die eine strafbare Werbung darstellen. Der angebliche Gewinn im zitierten Fall – ein nie übergebener Reisegutschein im Wert von 500 DM – gehörte zum Bestandteil der Leistung bei einer Tagesfahrt zum Preis von 19,90 DM. Schneeballsysteme sind gemäß § 16 Abs. 2 UWG unter Strafe gestellt, wenn es jemand im geschäftlichen Verkehr unternimmt, Verbraucher zur Abnahme von Waren, Dienstleistungen oder Rechten durch das Versprechen zu veranlassen, sie würden entweder vom Veranstalter selbst oder von einem Dritten besondere Vorteile erlangen, wenn sie andere zum Abschluss gleichartiger Geschäfte veranlassen, die ihrerseits nach der Art dieser Werbung derartige Vorteile für eine entsprechende Werbung weiterer Abnehmer erlangen sollen.

## Verkaufsveranstaltung
Während die Reisenden formal nicht zur Teilnahme verpflichtet sind, wird ihnen meist kaum eine Wahl gelassen, denn für den Veranstalter ist sie der eigentliche Zweck der Reise. In der Praxis wird dies meist durch entsprechend organisierte äußere Umstände erreicht: Beispielsweise führt die Fahrt zu einem abgelegenen Gasthof, den die (oft älteren und gehbehinderten) Teilnehmer kaum alleine verlassen können oder das Essen (bzw. Kaffee und Kuchen) wird nur in dem Raum ausgegeben, in dem auch die Verkaufsveranstaltung stattfindet. 
Ähnlich funktionieren außergewöhnlich preisgünstige Busfahrten, bei denen der günstige Pauschalpreis für Flug, Busreise, Essen und Übernachtungen über Verkaufsprovisionen teilnehmender Händler ermöglicht wird. Auch Taxifahrer, Busfahrer, Reiseleiter beziehungsweise deren Arbeitgeber bekommen bei Besichtigungs- oder Rundreisen ebenfalls Provisionen (oder kostenlose Mittagessen) für die „Vermittlung“ von Besuchern, mit Auswüchsen bis zu „zwei Stunden Sightseeing und sechs Stunden Einkaufen“.

## Produkte
Die angebotenen Produkte werden typischerweise als revolutionär, völlig neu, noch nicht im Handel erhältlich angepriesen; sie stammen insbesondere aus den Bereichen Gesundheit, Ernährung, Wellness und Tourismus. Den Teilnehmenden wird häufig suggeriert, ein Schnäppchen ergattern zu können. Gelegentlich wird auch Ratenzahlung angeboten, um den tatsächlichen Preis zu verschleiern. Die Produkte sind häufig minderwertig und überteuert.

## Methoden
Nicht selten werden in der Veranstaltungswerbung Gewinnauszahlungen versprochen, die dann aber gar nicht oder nicht in der versprochenen Form erfolgen. Es wird darauf gesetzt, dass die meist älteren Teilnehmenden aus Scham oder Unwissen darauf verzichten, ihren Anspruch anzumelden und durchzusetzen.
Oft führen die Fahrten ins benachbarte Ausland, wo nationales Recht der Teilnehmenden nicht gilt und die Gewerbebehörden keinen Zugriff haben. Dadurch können Behörden nicht eingreifen beziehungsweise können Kunden ihre Rechte nicht im eigenen Land geltend machen, weil die Verkaufsfirma offiziell im Ausland beheimatet ist. In den letzten Jahren wurde hier neue Bestimmungen dagegen eingeführt.
Bei den Produktpräsentationen wird typischerweise mit verkäuferischen Tricks und auch unlauteren Methoden gearbeitet, um psychologischen Druck aufzubauen. Beispielsweise wird angekündigt, dass es das Mittagessen erst gibt, nachdem ein bestimmtes Kaufpensum erfüllt wurde. Oder als Mitreisende getarnte Mitarbeiter des Veranstalters machen den Anfang, indem sie scheinbar begeistert einen der angebotenen Artikel kaufen. Auch werden „Schnäppchen“ suggeriert, indem der Preis eines Produkts mit der weit höheren Unverbindlichen Preisempfehlung verglichen wird, die tatsächlich in den im Handel üblichen Artikellisten, z. B. der Lauer-Taxe (im Apothekenwesen) zu finden ist; bei dieser Empfehlung handelt es sich aber um einen vom Hersteller willkürlich festgelegten Preis. Zusatzanreize, etwa eine vorgeblich limitierte Verfügbarkeit oder ein angeblich zeitlich begrenzter Sonderpreis, erhöhen den Druck auf die Teilnehmer. Im Verlauf der Veranstaltung wird oft der eingangs überhöhte Kaufpreis als Anreiz deutlich gesenkt bzw. es werden mehrere Artikel als Gesamtpaket günstiger angeboten.
Im Nachhinein ist es den Käufern oftmals nur mit großen Schwierigkeiten möglich, die verkaufende Firma ausfindig zu machen und zu kontaktieren. Eine Rückgabe des gekauften Artikels soll dadurch erschwert werden. Zudem werden die Firmen häufig nach kurzer Zeit wieder aufgelöst oder planmäßig in die Insolvenz geführt, so dass Ansprüche nur mit großen Schwierigkeiten geltend zu machen sind.